# Conseil départemental de l'Ariège
Le conseil départemental de l'Ariège est l'assemblée délibérante du département français de l'Ariège, collectivité territoriale décentralisée. Son siège se trouve à Foix.

## Présidence
Succédant à Augustin Bonrepaux (PS) en fonction depuis 2001 et démissionnaire, Henri Nayrou est élu président du conseil général de l'Ariège le 3 novembre 2014.
À la suite des élections départementales de 2015, Henri Nayrou est élu président du nouveau conseil départemental avec 17 voix contre 7 pour Benoît Alvarez (Equipe au service des ariégeois (DVG)). Démissionnaire à son tour, Henri Nayrou laisse la place à Christine Téqui, élue le 8 novembre 2019.

### Liste des présidents
| Période                                  | Période                      | Identité                          | Étiquette                    | Étiquette                    |
| Président du conseil général             | Président du conseil général | Président du conseil général      | Président du conseil général | Président du conseil général |
| ---------------------------------------- | ---------------------------- | --------------------------------- | ---------------------------- | ---------------------------- |
| 1833                                     | 1834                         | Jean-Jacques Sol                  |                              |                              |
| Les données manquantes sont à compléter. |                              |                                   |                              |                              |
| 1837                                     | 1838                         | Firmin Darnaud                    |                              |                              |
| Les données manquantes sont à compléter. |                              |                                   |                              |                              |
| 1840                                     | 1844                         | Firmin Darnaud                    |                              |                              |
| 1845                                     | 1846                         | Pierre Vasilières                 |                              |                              |
| 1846                                     | 1847                         | Casimir du Gabé                   |                              |                              |
| 1847                                     | 1848                         | Antoine Vigarosy                  |                              |                              |
| 1848                                     | 1849                         | Antoine Pic                       |                              |                              |
| 1849                                     | 1852                         | Firmin Darnaud                    |                              |                              |
| 1852                                     | 1852                         | Adolphe de Portes                 |                              |                              |
| 1853                                     | 1858                         | Adolphe Billault                  |                              |                              |
| 1858                                     | 1871                         | Henri Busson-Billault             |                              |                              |
| 1871                                     | 1877                         | Louis Laborde                     |                              |                              |
| 1877                                     | 1877                         | Gaston de Verbigier de Saint-Paul |                              |                              |
| 1877                                     | 1879                         | Célestin Auziès                   |                              |                              |
| 1879                                     | 1880                         | Clément Anglade                   |                              |                              |
| 1880                                     | 1904                         | Louis Charles Laborde             |                              |                              |
| 1904                                     | 1908                         | Théophile Delcassé                |                              |                              |
| 1908                                     | 1910                         | Louis Charles Laborde             |                              |                              |
| 1911                                     | 1913                         | Henri Frézoul                     |                              |                              |
| 1913                                     | 1925                         | Eugène Pérès                      |                              | Rad.                         |
| 1925                                     | 1927                         | Gérard Penent d'Izarn             |                              | Rad.                         |
| 1927                                     | 1928                         | Roger Lafagette                   |                              | Rad.                         |
| 1928                                     | 1928                         | Paul Laffont                      |                              | PRRRS                        |
| 1928                                     | 1930                         | Gérard Penent d'Izarn             |                              | Rad.                         |
| 1930                                     | 1932                         | Pierre Vidal                      |                              | PSF puis PRS                 |
| 1932                                     | 1934                         | Gérard Penent d'Izarn             |                              | Rad.                         |
| 1934                                     | 1935                         | François Gomma                    |                              | RG                           |
| 1935                                     | 1938                         | Gérard Penent d'Izarn             |                              | Rad.                         |
| 1939                                     | 1939                         | Gaston Valette                    |                              | Rad.                         |
| 1939                                     | octobre 1940                 | Paul Laffont                      |                              | PRRRS                        |
| octobre 1940                             | septembre 1945               | Conseil général suspendu          | Conseil général suspendu     | Conseil général suspendu     |
| octobre 1945                             | mars 1949                    | Henri Assaillit                   |                              | SFIO                         |
| mars 1949                                | décembre 1965                | Pierre Faur                       |                              | SFIO                         |
| janvier 1966                             | mars 1985                    | André Saint-Paul                  |                              | SFIO puis PS                 |
| mars 1985                                | mars 2001                    | Robert Naudi                      |                              | PS                           |
| mars 2001                                | octobre 2014                 | Augustin Bonrepaux                |                              | PS                           |
| novembre 2014                            | avril 2015                   | Henri Nayrou                      |                              | PS                           |
| Président du conseil départemental       |                              |                                   |                              |                              |
| avril 2015                               | octobre 2019                 | Henri Nayrou                      |                              | PS                           |
| novembre 2019                            | En cours                     | Christine Téqui                   |                              | PS                           |

## Les vice-présidents
- Jean-Paul Ferré  (PS), 1er vice-président ;
- Alain Naudy (PS), 2e vice-président ;
- Marie-France Vilaplana (PS), 3e vice-présidente ;
- Nicole Quillien (PS), 4e vice-présidente ;
- Raymond Berdou  (PS), 5e vice-président ;
- Véronique Rumeau (PS), 6e vice-présidente.

## Les conseillers départementaux
Le conseil départemental de l'Ariège comprend 26 conseillers départementaux issus des 13 cantons de l'Ariège.
| Parti                              | Sigle | Sigle | Élus | Groupes                       |
| ---------------------------------- | ----- | ----- | ---- | ----------------------------- |
| Majorité (20 sièges)               |       |       |      |                               |
| Parti socialiste                   |       | PS    | 18   | Ariège notre avenir en commun |
| Divers gauche                      |       | DVG   | 2    | Ariège notre avenir en commun |
| Opposition (6 sièges)              |       |       |      |                               |
| Les Républicains                   |       | LR    | 1    | Ariège positive               |
| Divers droite                      |       | DVD   | 1    | Ariège positive               |
| Divers gauche                      |       | DVG   | 2    | Un projet partagé             |
| Divers droite                      |       | DVD   | 1    | Libres et solidaires          |
| Divers gauche                      |       | DVG   | 1    | Libres et solidaires          |
| Président du Conseil départemental |       |       |      |                               |
| Christine Téqui (PS)               |       |       |      |                               |

## Budget
Le conseil général de l'Ariège a en 2010 un budget de 190 millions d'euros.

### Budget d'investissement en (centaines de) millions d'euros
- 2005 : ?
- 2006 : ?
- 2010 : 43 millions d'euros

| Domaine d'investissement             | Investissement en (centaines de) millions d'euros |
| ------------------------------------ | ------------------------------------------------- |
| Déplacements                         | ?                                                 |
| Aide aux communes                    | 16 millions d'euros                               |
| Enseignement                         | ?                                                 |
| Environnement, aménagement, logement | ?                                                 |
| Sécurité                             | ?                                                 |

## Identité visuelle

Logo du conseil général avant 2015.
Logo du conseil départemental de 2015 à 2017.
Logo depuis janvier 2017.